# دون بومان (سياسي)
دون بومان هو سياسي أسترالي، ولد في 25 مايو 1936، وتوفي في 30 أبريل 2013. نشط حزبياً في حزب العمال الأسترالي. وقد انتخب عضو الجمعية التشريعية لنيو ساوث ويلز ‏.